# Seimatosporium discosioides
Seimatosporium discosioides är en svampart som först beskrevs av Ellis & Everh., och fick sitt nu gällande namn av Shoemaker 1964. Seimatosporium discosioides ingår i släktet Seimatosporium och familjen Amphisphaeriaceae.   Inga underarter finns listade i Catalogue of Life.